# Lachnum palearum
Lachnum palearum är en svampart som först beskrevs av Jean Baptiste Desmazières, och fick sitt nu gällande namn av Korf 1982. Lachnum palearum ingår i släktet Lachnum och familjen Hyaloscyphaceae.   Inga underarter finns listade i Catalogue of Life.
I den svenska databasen Dyntaxa används istället namnet Brunnipila palearum för samma taxon.  Arten är reproducerande i Sverige.